# スポテイナーJAPAN
『スポテイナーJAPAN』（スポテイナージャパン）は、テレビ朝日とABEMAで2020年10月27日から2021年3月23日まで放送されていたバラエティ番組である。

## 概要
2020年10月改編で新設されたバラエティ枠『ネオバズ』と新番組として開始。毎月第4火曜 0:20 - 1:20（月曜深夜）の月イチバラエティ番組。
スポーツ＋エンターテイナー＝次世代スポテイナーの発掘を目指し、エントリー者が競い合う様子を追う。
地上波版ではメジャーリーグとして選抜8名の模様を放送。ABEMA限定版ではマイナーリーグとしてそれ以外のメンバーの昇格争いを中心に配信。

## 出演者

### オーガナイザー
- AYA

### エントリー者
肩書は放送内で紹介されたもの。
- KAREN（ダンサー）
- 犬童美乃梨（フィットネスユーチューバー）
- 田辺莉咲子（パルクーラー）
- HARUKA（元器械体操選手）
- MIRIN（美尻スイマー）
- 古川杏梨（ママさんトレーナー）
- 坪井ミサト（野球女子）
- SACHI（美ボディ大会チャンピオン）
- わちみなみ（器用貧乏女子）
- 熊切あさ美（40歳崖っぷち女子）
- 森咲智美（不適切女子）
- 飯田里穂（マイナーリーグ、2020年11月24日）
- YURI（マイナーリーグ、2020年12月22日）
- とももともも（ベストボディ・ジャパングランプリ）※ 2021年1月26日から[4]
- 百瀬りえ（現役女子大生グラドル）※ 2021年1月26日から[4]
- 田上舞子（歴代最強筋肉女子）※ 2021年2月23日から[5]

## 主題歌
- 『Kou』/ PIXITA
- 『Kzanon』/ PIXITA

## スタッフ
- MC（ナレーション）：ACE
- 構成：興津豪乃、水野英昭、清水綾一、服部真由子
- CAM：船津雅美
- 編集：坪野洋季
- 協力：権四郎、ヌーベルアージュ、テレビ朝日クリエイト
- 制作協力：DragonEntertainment
- AP：宮崎浩子
- ディレクター：須田基之、浅田大佑、小松生子、藤川悠、菅原朋子
- チーフディレクター：竹原信太郎、川口達也
- プロデューサー：松本能幸、石田直央
- ゼネラルプロデューサー：寺田伸也
- 制作著作：テレビ朝日、ABEMA